# Jawor
Jawor [ˈjavɔr] (deutsch Jauer) ist eine Kreisstadt in der Woiwodschaft Niederschlesien in Polen.
Bekannt ist die Stadt durch ihre Friedenskirche, die seit 2001 zum UNESCO-Welterbe gehört, und durch die Jauersche, eine Brühwurst-Sorte.

## Geographische Lage
Jawor liegt an der Wütenden Neiße (Nysa Szalona), einem rechten Nebenfluss der Katzbach, rund 70 Kilometer westlich von Breslau. Sie gehört der Euroregion Neiße an.

## Stadtwappen
Schutzpatron der Stadt ist der hl. Martin. Schon 1300 zeigte das älteste Siegel der Stadt eine Darstellung der Legende vom hl. Martin, wie er seinen Mantel mit dem Bettler teilt. Seit der Mitte des 17. Jahrhunderts bis um 1945 bestand das Stadtwappen aus zwei gesonderten Schilden, auf dem rechten das rotschwarze Schachbrett der Herzöge von Schweidnitz, auf dem linken der hl. Martin. Das amtliche Stadtwappen enthält den hl. Martin in blauem Felde auf einem Schimmel, mit rotem Mantel, der dem auf dem Boden sitzenden halbnackten Bettler in Weiß seinen Mantel herabreicht.

## Geschichte

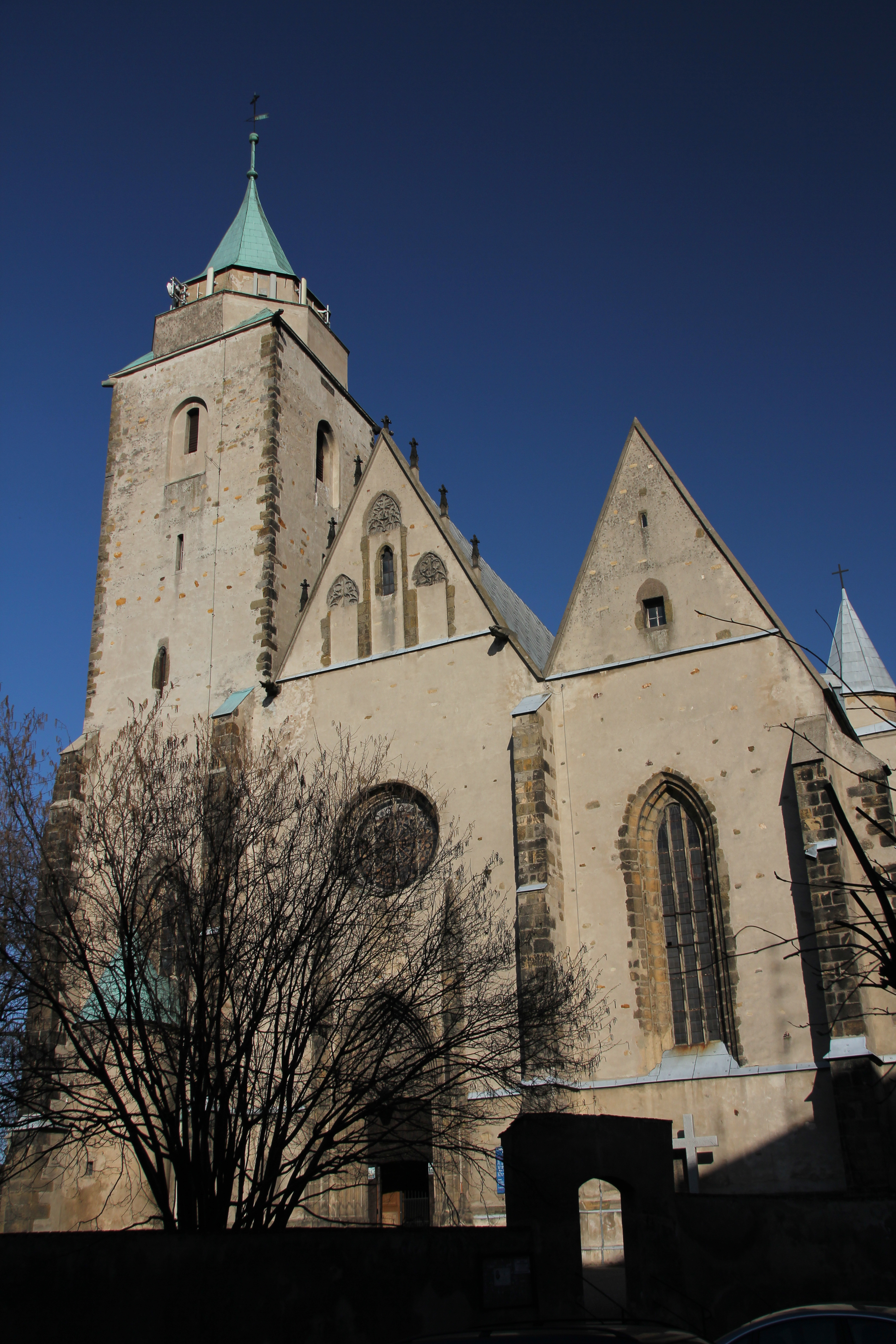
St.-Martin-Kirche, Ersterwähnung 1242

Der Name der Stadt erscheint erstmals in einem Dokument vom 12. April 1177 und ist slawischen Ursprungs (Jawor = Ahorn). Noch 1750 wurde der Name „Jawor“ auch in der durch Friedrich II. von Preußen veröffentlichten Verordnung für die schlesischen Einwohner genutzt.
Das Gebiet war bereits vor dem Jahr 1000 bewohnt, was durch die vielen Urnenfunde in der Stadt und im benachbarten Dorf Alt Jauer (Stary Jawor) bezeugt wird. Das genaue Datum für die Stadtgründung Jawors nach dem Magdeburger Recht ist unbekannt, jedoch ist für das Jahr 1242 für Jauer ein Pfarrer Valentinus belegt, der als Zeuge einer Schenkungsurkunde für das Kloster Trebnitz auftrat.
Jauer entwickelte sich vor allem als Stadt der Handwerker und Ackerbürger sowie als Erholungsort für Kauf- und Fuhrleute, da sie neben wichtigen Handels- und Militärstraßen aus Breslau, Striegau, Goldberg und Löwenberg lag, die sich hier begegneten. Die Handelswege Dresden–Breslau und Liegnitz-Prag kreuzten sich in Jauer.
Im Jahr 1278 wurde Jauer Sitz eines herzöglichen Vogts, wodurch es in den Rang einer Haupt- und Residenzstadt des unabhängigen piastischen Herzogtums Jauer erhöht wurde. Damit verbunden war eine größere politische Bedeutung, doch eine fürstliche Residenz ist Jauer trotz des Titels der Herzöge „Herr von Jauer“ nie gewesen. Herzog Heinrich I. (1301–1346) war der Stadt sehr verbunden, hielt sich jedoch häufig in den Städten am Bober – Hirschberg, Bunzlau und Löwenberg – auf, von wo er zahlreiche Reisen in die benachbarten Lausitzen unternahm. Trotzdem förderte er seine Hauptstadt, der er mehrere Privilegien verlieh, z. B. 1326 das Meilenrecht, das die Ausübung des Bäckerhandwerks und das Bierbraumonopol einschloss, und 1329 das Privileg des freien Salzhandels sowie die Hohe und Niedere Gerichtsbarkeit.
Das Münzrecht übte Herzog Heinrich I. gemeinsam mit Bolko II. und Heinrich II. von Schweidnitz aus. Die Münzstätte befand sich in Löwenberg. Es wurden nicht nur Silbermünzen, sondern auch Goldgulden nach Florentiner Typ geprägt.
Im Jahr 1368 starb Herzog Bolko II., mit dem die Schweidnitzer Linie der Schlesischen Piasten erlosch. Er hatte sein Herzogtum testamentarisch seiner Nichte Anna von Schweidnitz, Gemahlin des Kaisers Karl IV., bzw. deren Nachkommen vererbt. Dadurch gelangte es 1368 an Annas Sohn, den böhmischen König Wenzel bzw. an die Krone Böhmen. Allerdings stand Bolkos Witwe Agnes von Habsburg ein lebenslanger Nießbrauch zu. 1371 verlieh Herzogin Agnes der Stadt das Münzrecht für Silbermünzen. Sie wohnte zeitweise in einem Palast neben dem Liegnitzer Tor, dessen Kellermauern aus dem 14. Jahrhundert erhalten sind. Sie schützte die Juden, deren Viertel schon im Jahr 1356 erwähnt wurde. Das Schloss Jauer wurde nach ihrem Tod Sitz des königlichen Landeshauptmanns, der dort bis 1741 residierte.

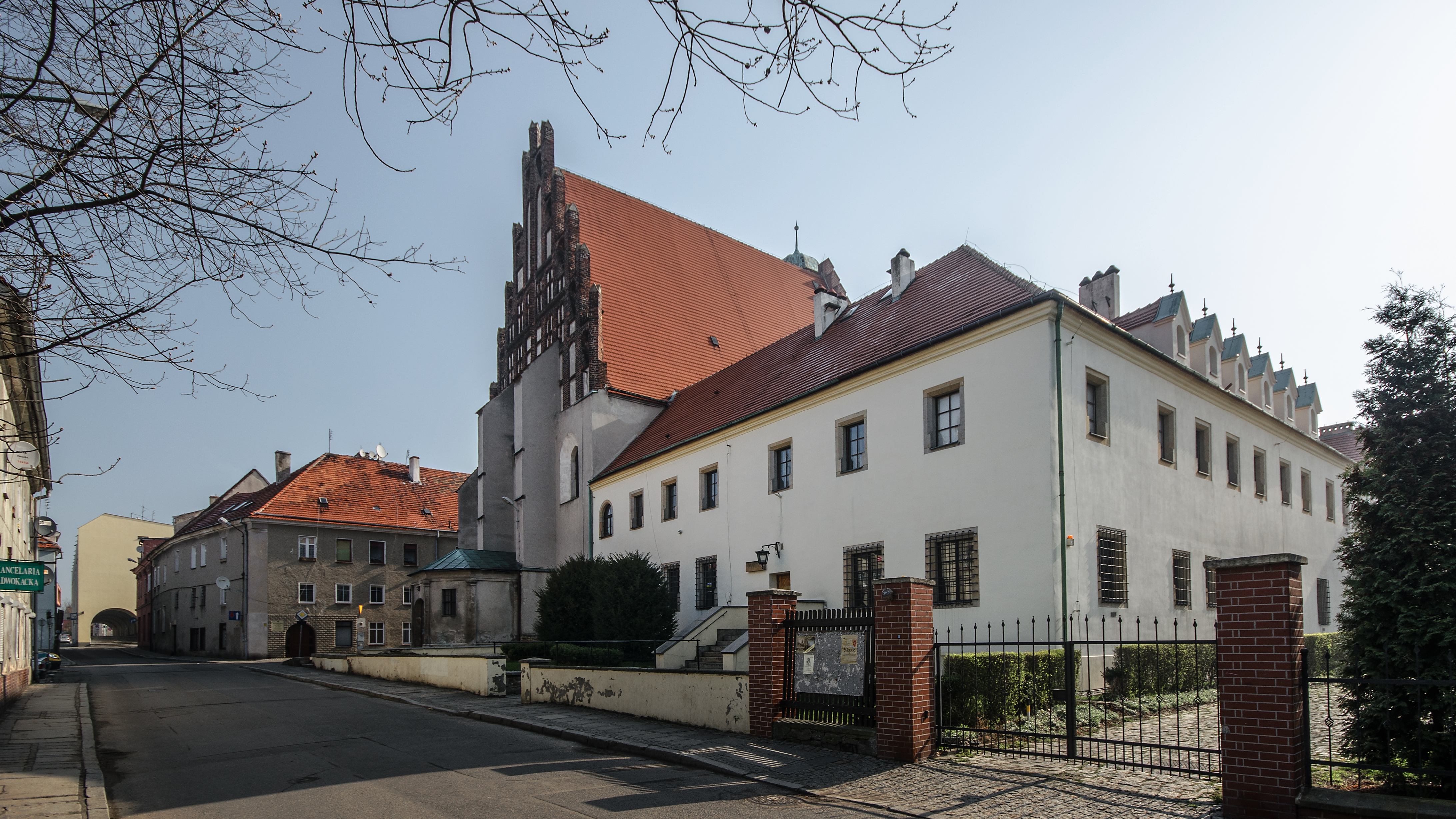
Bernhardinerkloster mit Klosterkirche St. Maria; 1486–1492 errichtet

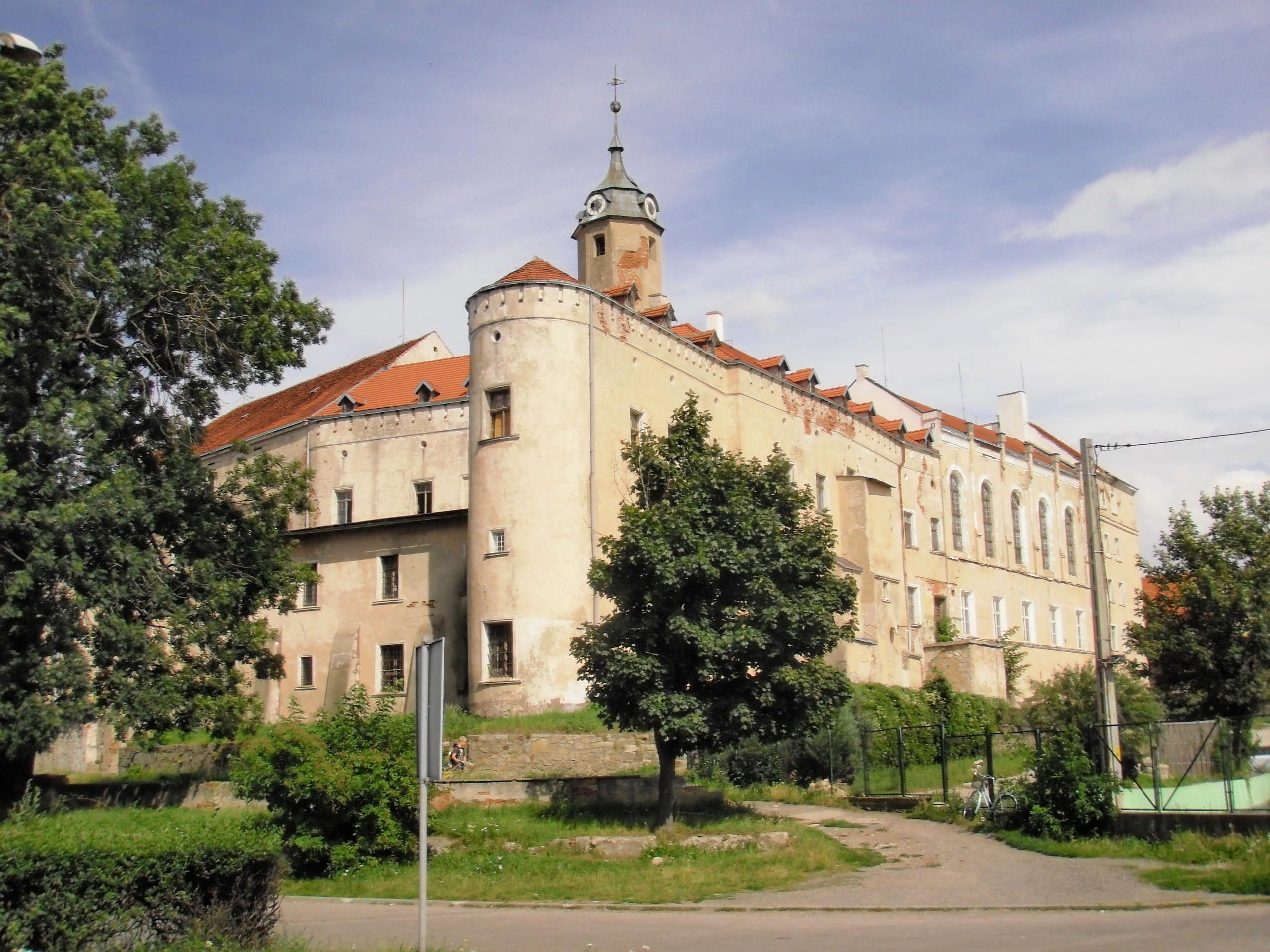
Das Schloss von Jauer brannte 1648 komplett ab und wurde bis 1665 wieder aufgebaut.

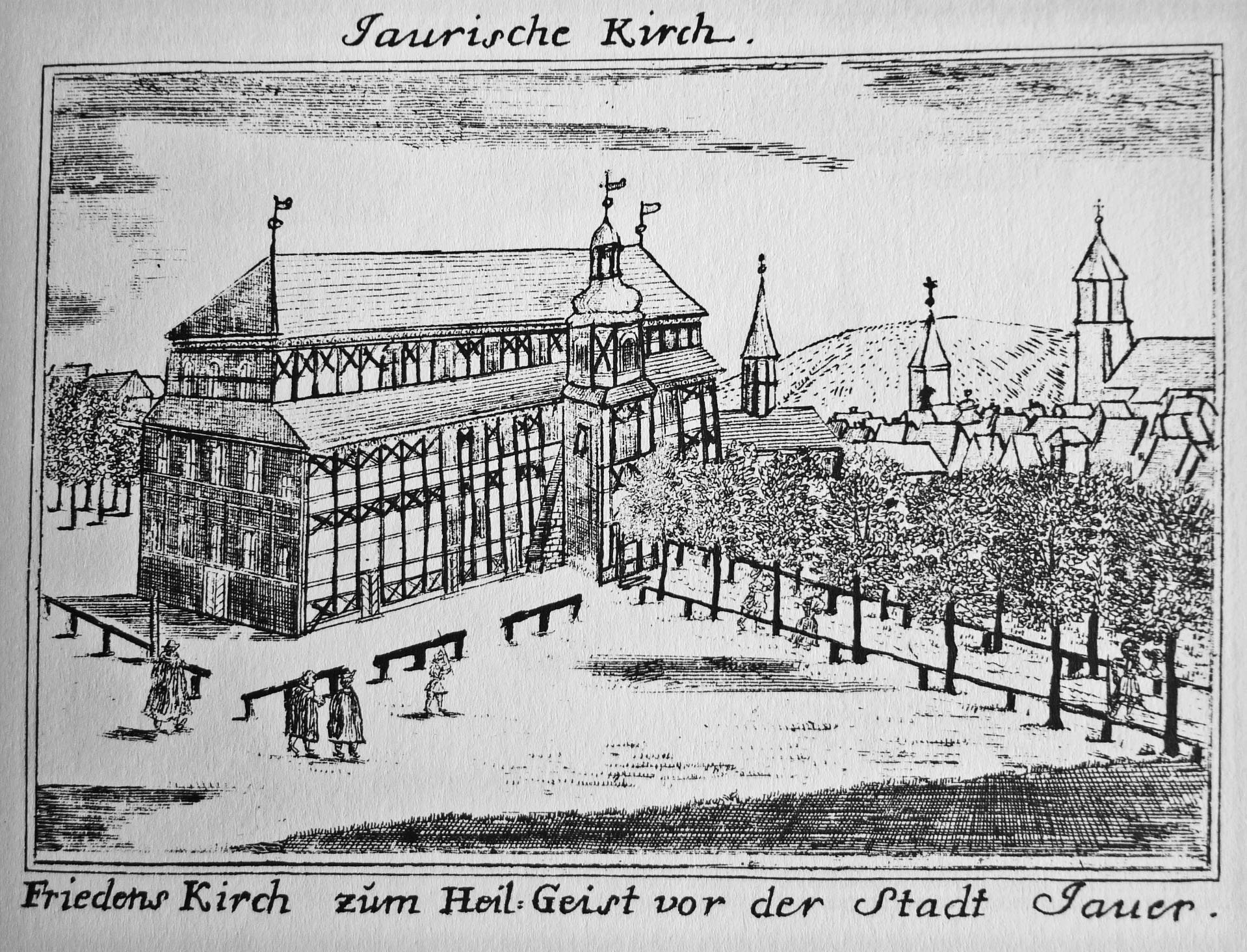
Friedenskirche Jauer in einer Darstellung aus der Mitte des 18. Jahrhunderts

Anfang des 14. Jahrhunderts veranlasste König Wenzel einen Umbau des Schlosses, das um den Westflügel erweitert wurde. 1404 erhielt die Stadt das Privileg, zusätzlich zu dem seit 1339 existierenden Donnerstagsmarkt einen Samstagsmarkt abzuhalten, der dem Getreidehandel vorbehalten war. Während der Hussitenkriege wurde 1428 die Umgebung verwüstet, die Stadt selbst blieb jedoch verschont. Zusammen mit Breslau und Schweidnitz kämpfte Jauer 1434 gegen die Hussiten, so dass es gelang, diese aus den Herzogtümern zu verjagen. Im selben Jahr stellten die Fürstentümer Jauer und Schweidnitz eine Armee von 400 Berittenen auf, die das Unwesen des herrschenden Raubrittertums verfolgen sollten. 1454 machte der Wanderprediger Johannes Capistranus auf seinem Weg aus Breslau nach Prag in Jauer Station und predigte hier gegen Hussiten und Juden. Nachfolgend wurden 17 Jauersche Juden auf dem Scheiterhaufen verbrannt. Einige Jahre später wurden die Juden aus Jauer ausgewiesen. 1459 nahm der böhmische König Georg von Podiebrad in Jauer die Huldigung der Stände entgegen.
Nachdem der böhmische König Ludwig II. in der Schlacht bei Mohács getötet worden war, fiel die böhmische Königswürde 1526 an Ferdinand I. aus der Dynastie der Habsburger. Nachfolgend waren diese in ihrer Eigenschaft als Könige von Böhmen bis 1742 auch Herzöge von Schlesien. Jauer bekannte sich zu dieser Zeit zur Reformation; der erste evangelische Prediger Samuel Frenzel wurde 1526 nach Jauer berufen. Um 1559 war Jauer ein Zentrum des schlesischen Leinenhandels. Seit 1543 verfügte die Stadt über eine Badeanstalt. 1564 stellte sie einen Stadtphysicus und 1586 einen Wundarzt an. 1618 zählte sie 1400 Einwohner.
Im Dreißigjährigen Krieg standen die Jauerschen Stände auf der Seite der Protestanten. Sie huldigten 1620 dem „Winterkönig“ Friedrich V. von der Pfalz auf dem Jauerer Schloss, zwei Jahre später dem sächsischen Kurfürsten Johann Georg I. von Sachsen, der als Vertreter des Kaisers Ferdinand II. nach Jauer kam. 1626–1627 musste Jauer 1200 Soldaten aus dem Heer Wallensteins versorgen.
1629–1644 fiel Jauer mehrmals in die Hände verschiedener gegnerischer Armeen; die Katholiken verjagten die protestantischen Geistlichen und die Schweden die katholischen. Unabhängig vom Bekenntnis waren die Kaiserlichen, Schweden und Sachsen an den Plünderungen und Zerstörungen beteiligt.
1644–1648 hielten die Schweden die Stadt besetzt; am 25. Juli 1648 belagerte der Liegnitzer kaiserliche Kommandant Jauer. Nach heftigen Kämpfen kapitulierten die Schweden. Für ihre Zusammenarbeit mit den Schweden mussten die Jaueraner – mehrheitlich Protestanten – Bestrafungen hinnehmen. Die Stadt wurde in Brand gesteckt und verwüstet, nur das Rathaus, die Kirchen St. Martin und das Kloster sowie einige Bürgerhäuser am Ring wurden verschont. Bei Kriegsende 1648 zählte die Stadt nur 150 Einwohner.
1653 bereiste eine kaiserliche Kommission Jauers Umgebung und gab alle ursprünglich katholischen Kirchen an den katholischen Klerus zurück. Da die Bevölkerung der Gegend mehrheitlich lutherisch war, musste sie die Gottesdienste im benachbarten Herzogtum Liegnitz besuchen, dessen piastische Fürsten Protestanten waren und Religionsfreiheit gewährten. 1654/55 erfolgte der Bau der evangelischen Friedenskirche zum Heiligen Geist. Sie war neben Glogau und Schweidnitz eine der drei Friedenskirchen, die den schlesischen Protestanten im Westfälischen Frieden von 1648 zugestanden wurden. Nach Abschluss der Altranstädter Konvention konnte die Friedenskirche 1709 um einen Glockenturm erweitert werden. 1680 wurde Jauer von einer Pestepidemie heimgesucht. Otto Christian Ockel eröffnete 1683 die erste Buchdruckerei in Jauer. Von wirtschaftlicher Bedeutung war die Einführung des Postverkehrs Anfang des 18. Jahrhunderts.

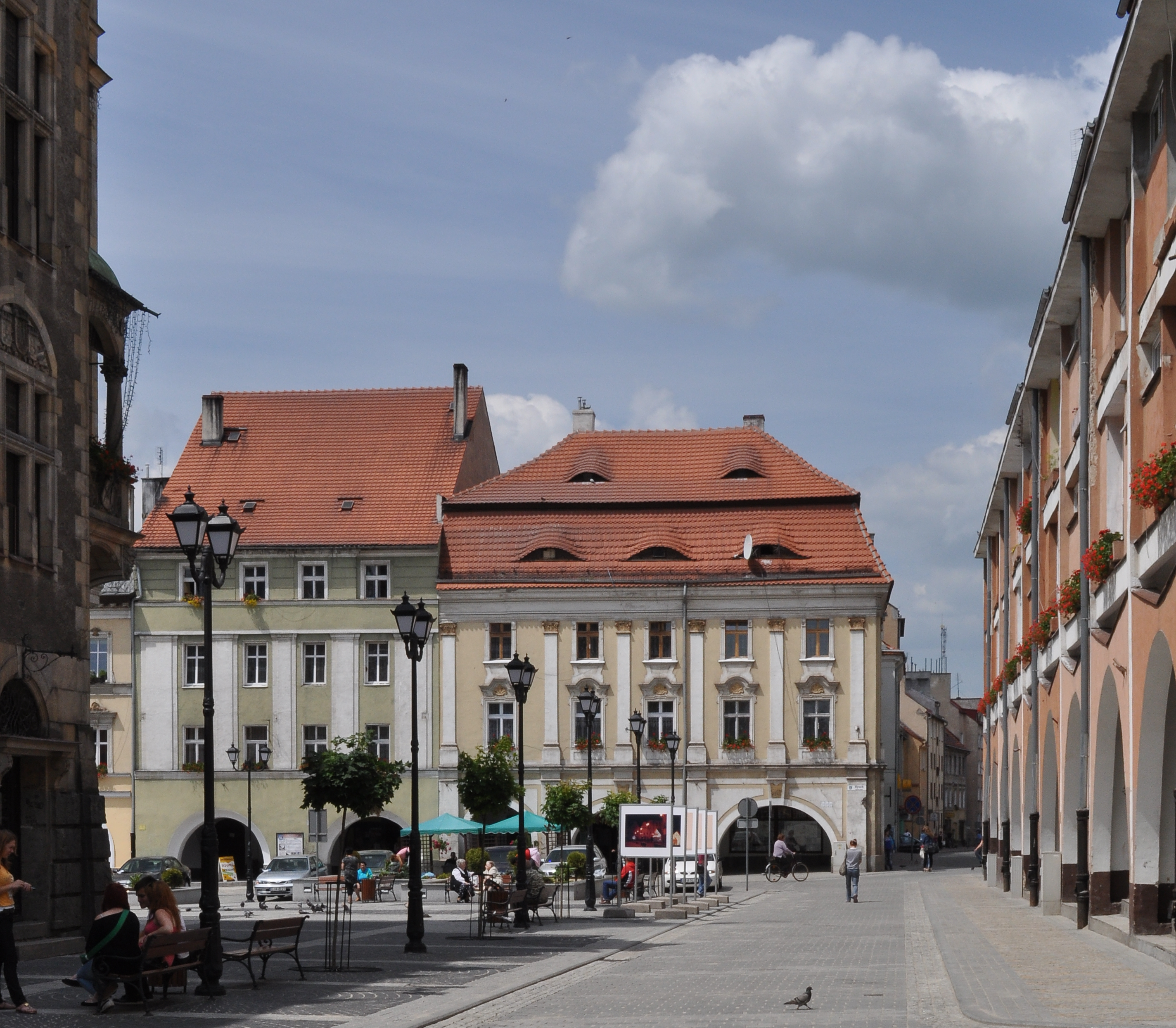
Ringhäuser im barocken Stil

Im Ersten Schlesischen Krieg besetzte Friedrich der Große am 26. Januar 1741 Jauer. Am 23. Februar wurde der kaiserliche Landeshauptmann aus dem Jauerschen Schloss verjagt. Nach Kriegsende 1742 kam Jauer zusammen mit dem größten Teil Schlesiens an Preußen. In der Nähe von Jauer wurde am 4. Juni 1745 die Schlacht bei Hohenfriedeberg ausgefochten. Im Siebenjährigen Krieg wurde Jauer 1756 von kaiserlichen und ungarischen Truppen eingenommen und der preußische Magistrat aufgelöst. Jauer und das Fürstentum Jauer huldigten Maria Theresia in ihrer Eigenschaft als Königin von Böhmen. Nach der Schlacht bei Leuthen 1757 kehrten die preußischen Behörden zurück. Im August 1761 plünderten russische Verbündete Maria Theresias das Jauersche Gebiet. Nach Beendigung der Schlesischen Kriege 1763 stabilisierte sich die Lage, jedoch wurde Jauer mit einer großen Schuldenlast belegt.
Am 2. August 1776 vernichtete ein großer Brand in Jauer 137 Häuser. Nach Besichtigung der Schäden gewährte Friedrich II. der Stadt zum Wiederaufbau eine Geldsumme von 106.000 Talern und entsandte einen Baumeister, der den Aufbau leitete. Das Aussehen der Stadt geht im Wesentlichen auf dessen Planung zurück. Im Jahr 1788 etablierte sich in Jauer ein Füsilier-Bataillon als ständige Garnison. Von preußischen Behörden ermuntert, wanderten viele Handwerker aus Jauer und dem Fürstentum nach Polen aus, besonders in zu Schlesien benachbarte Gebiete. In den Napoleonischen Kriegen erhielt Jauer nach der Niederlage Preußens bei der Schlacht bei Jena und Auerstedt während der Franzosenzeit eine französische Besatzung und musste eine große Kontribution zahlen. Im Befreiungskrieg 1813 war das Lützowsches Freikorps in Jauer stationiert. Am 26. August fand in der Region die Schlacht an der Katzbach statt.

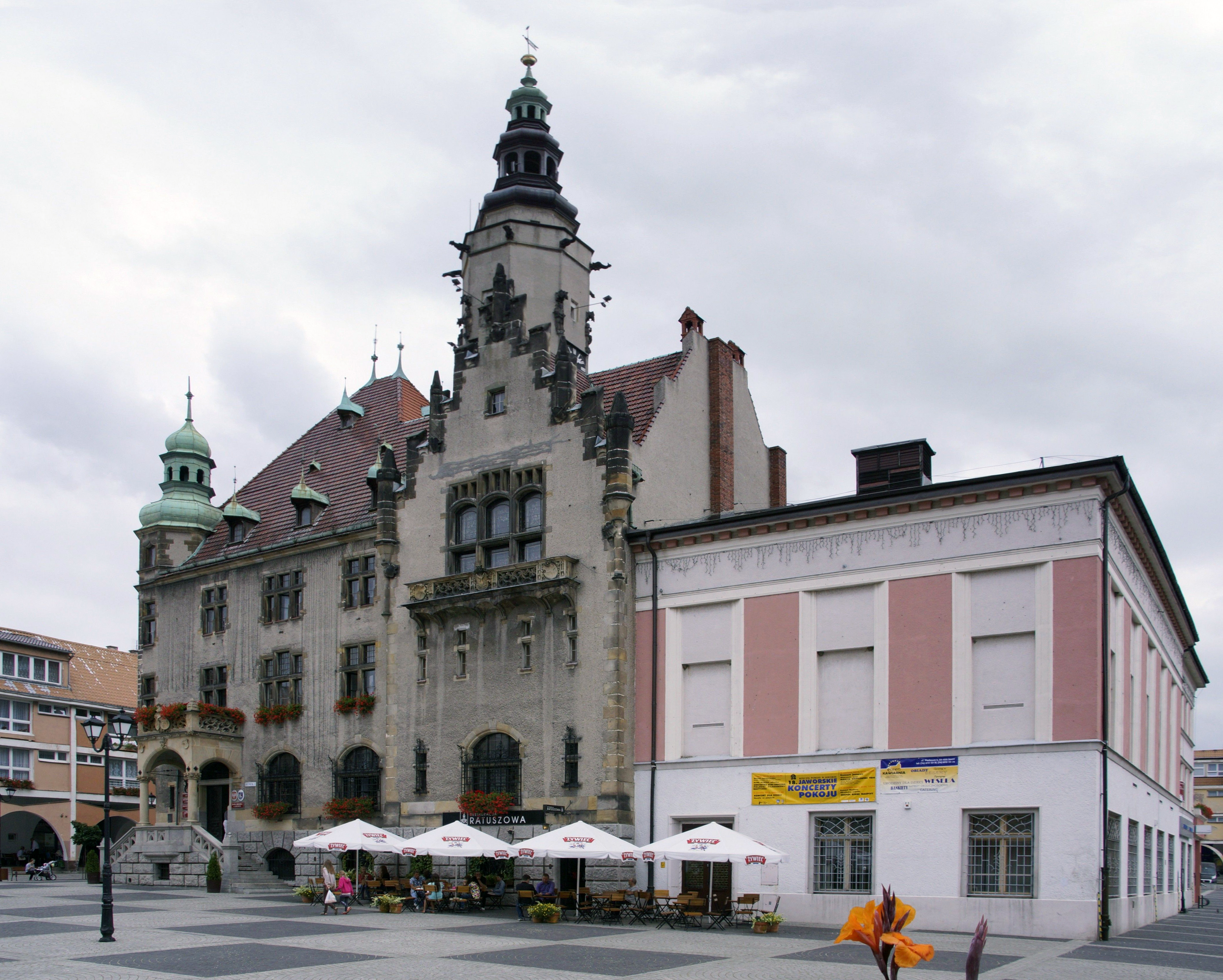
Rathaus, 1896 im Stil des Historismus erbaut, mit dem 1799 eröffneten Theater

Die preußische Verwaltungsreform löste das Fürstentum Jauer 1807 auf. Nach der Neugliederung Preußens gehörte Jauer seit 1815 zur Provinz Schlesien und war 1816–1945 Sitz des Landkreises Jauer. Im Jahr 1818 gab die Stadtverwaltung die erste Zeitung, die Jauersche Zeitung heraus, die bis 1945 erschien. 1822 erhielt die Stadt eine Straßenbeleuchtung. Im selben Jahr wurde eine reguläre Postkutschenverbindung (unter anderem nach Glogau und Neisse) eingerichtet. Wegen der Krise der schlesischen Leinwandindustrie und der Absatzmärkte für Handwerksprodukte wanderten viele Handwerker nach Russisch-Polen (besonders Kalisch, Łódź und Łęczyca) aus, da die russischen Behörden eine leichte Existenzgründung versprachen. Die Ausgewanderten gründeten dort deutsche evangelische Gemeinden, die bis 1945 und teilweise noch immer – als polnische evangelische Gemeinden – bestehen.
1844 wurde der Stadtpark angelegt, 1856 erhielt die Stadt Eisenbahnanschluss (spätere Bahnstrecke Katowice–Legnica). Um für die stetig wachsende Bevölkerung mehr Baufläche zu erlangen, wurden 1866 die Stadtmauern geschleift. Im selben Jahr wurde das Kreiskrankenhaus errichtet und 1869 das Städtische Gymnasium eröffnet. 1901 erhielt Jauer ein Telefonnetz. 1911 schenkte der Dresdener Großkaufmann Bruno Fuchs, aus Jauer gebürtig, der Stadt 5000 Goldmark für die Anlage eines neuen Stadtparks jenseits der Wütenden Neiße, der nach dem Stifter benannt wurde. In den Jahren 1914–1916 wurde die Stadt kanalisiert.
Jauer hatte am Anfang des 20. Jahrhunderts eine evangelische Kirche, eine katholische Kirche und eine Synagoge. In der ersten Hälfte des Jahrhunderts verfügte die Stadt über ein Gymnasium, eine höhere Töchterschule, Fachschulen und weitere Bildungseinrichtungen sowie über eine solide öffentliche und gewerbliche Infrastruktur.

Luftbild (1920)

Nach dem Ersten Weltkrieg wurde Jauer 1919 elektrifiziert. Die neue preußische Verwaltungsreform löste 1932 den Kreis Jauer auf und gliederte die Stadt dem Landkreis Liegnitz an. Nach der Machtübernahme durch die NSDAP 1933 wurde der Kreis Jauer mit Bolkenhain neu gebildet. Im selben Jahr übernahm die Stadt die Leitung des Theaters, das in „Niederschlesisches Landestheater“ umbenannt wurde und nachfolgend in zahlreichen benachbarten Orten Niederschlesiens spielte. 1935 wurde das Olympische Schwimmbecken (Wiesenstrandbad) eröffnet, dem 1936/37 das Sportstadion im Stadtpark folgte. Der langjährige Bürgermeister Heinrich Evert trat zurück. Der zeitweilige Kreisleiter der NSDAP, Erich Tschäpe, übernahm das Amt des Bürgermeisters und blieb bis 1945 in dieser Funktion. Um 1939 war die Bevölkerung Jauers zu etwa 75 Prozent protestantisch und zu etwa 25 Prozent katholisch. Die Stadt wurde dem Ferngasnetz der Ferngas-AG Schlesien angeschlossen, die alte Gasanstalt stillgelegt. Die Stadt verfügte über ein Lyzeum, eine Städtische Berufsschule und eine Landwirtschaftsschule.
In dem im Schloss Jauer befindlichen Frauenzuchthaus Jauer (damalige Adresse: Schlossstraße 17, heute: Ulica Zamkowa 1) waren während der Zeit des Nationalsozialismus neben anderen Häftlingen auch die Widerstandskämpferinnen Genia Nobel, Maria Fischer, Luise Kanitz (geb. Lebensaft) und Marie Eckert inhaftiert.

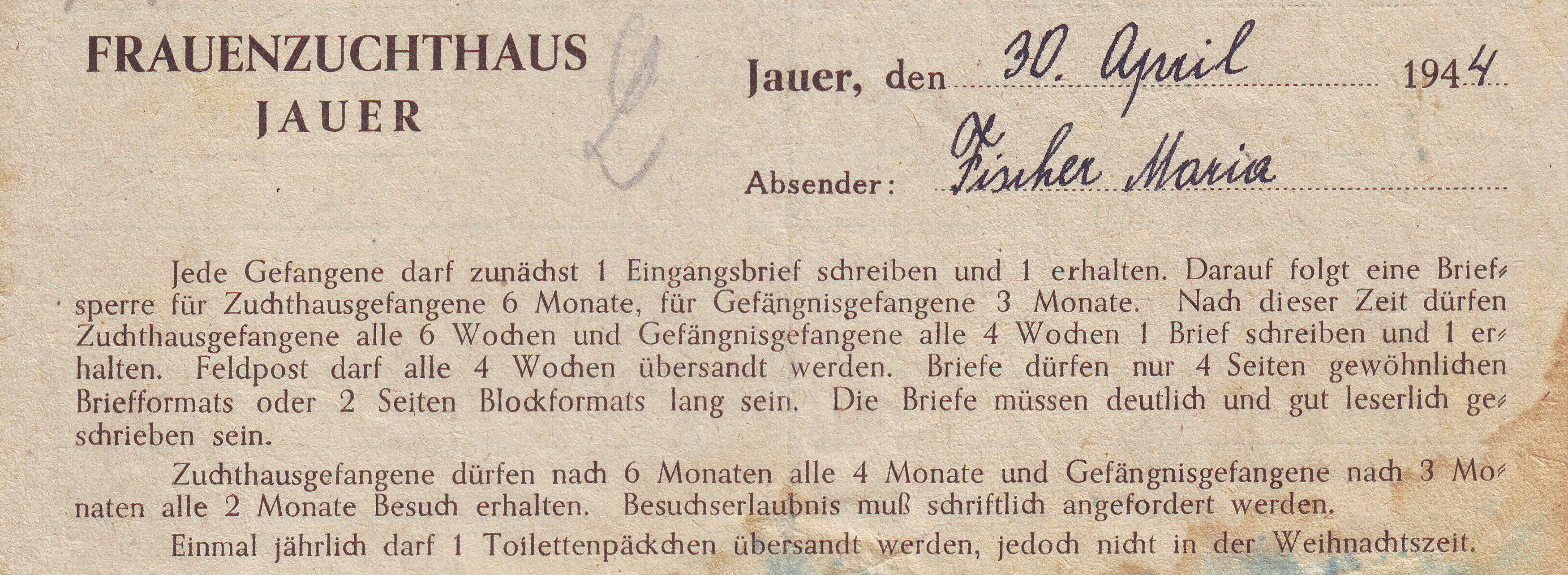
Briefkopf eines Briefes von Maria Fischer aus dem Frauenzuchthaus Jauer, geschrieben auf einem Vordruck des Zuchthaus-Briefpapiers, 30. April 1944

Gegen Ende des Zweiten Weltkriegs begann am 6. Februar 1945 die Evakuierung von Teilen der Zivilbevölkerung in das Protektorat Böhmen und Mähren. Am 12. Februar 1945 wurde die Stadt von der Roten Armee eingenommen. Am 13. und 14. Februar steckten sowjetische Soldaten die Stadt in Brand, wodurch zwei Ringseiten mit historischer Bausubstanz zerstört wurden. Am 28. April wurde Jauer von den sowjetischen Militärbehörden der Volksrepublik Polen zur Verwaltung überlassen.
Der ursprüngliche Ortsname Jawor wurde wieder eingeführt. In der Folgezeit wurde die deutsche Bevölkerung von der örtlichen polnischen Administration aus Jauer vertrieben oder an der Rückkehr gehindert. Die neu angesiedelten Bewohner waren teilweise Zwangsumgesiedelte aus Ostpolen, das an die Sowjetunion gefallen war.

### Nach dem Übergang an Polen 1945
In den Nachkriegsjahren wurde in den enteigneten Industriebetrieben (Öfen- und Möbelfabrikation) die Produktion wieder aufgenommen; der Wiederaufbau der zerstörten Teile des Rings erfolgte in den 1960er Jahren. In den 1970er Jahren förderten polnische staatliche Stellen den Ausbau der Industrie, die weitgehend an den Bedürfnissen des Rates für gegenseitige Wirtschaftshilfe (RGW) ausgerichtet war. Wegen der Zunahme der Bevölkerung wurden seit den 1970er Jahren mehrere Wohnsiedlungen errichtet. Die Verwaltungsreform von 1975 richtete an Stelle der Kreise (Powiat) kleinere Woiwodschaften ein. Die Stadtgemeinde Jawor gehörte bis 1998 zur Woiwodschaft Liegnitz.
Nach Ende des Kommunismus 1989 hatte die Industrie zunächst mit einer Wirtschaftskrise zu kämpfen. Die Zahl der Arbeitslosen betrug 25 Prozent. Auf Initiative des Kulturdezernenten der Stadt, Josef Noworól, erschien die Gazeta Jaworska, die in den nächsten fünf Jahren etwa 300 Artikel über die bisher weitgehend verdrängte deutsche Vergangenheit von Jauer herausbrachte. 1995–2003 wurde die Evangelische Friedenskirche mit Mitteln der UNESCO, der Stiftung für deutsch-polnische Zusammenarbeit, der Europäischen Union und der Familie von Richthofen vollständig renoviert. Im Juli 1997 richtete ein Hochwasser größere Schäden an. Im selben Jahr erhielt das Haus am Ring, in welchem die Jauersche Dichterin Henriette Hanke fast ihr ganzes Leben verbracht hatte, eine Gedenktafel. Eine weitere Gedenktafel wurde im Jahr 2000 am Haus Nr. 34 am Ring zum Gedenken für den Dichter Johann Christian Günther angebracht, der hier mehrmals wohnte. Sie wurde von der Heimatgruppe Jauer aus Herne gestiftet.
Von der Gazeta Jaworska wurde im September 1996 eine Brotmesse initiiert, an der Bäcker und Zuckerbäcker aus Polen, Sachsen und Tschechien teilnehmen und auf der sie ihre Produkte ausstellen. Diese Messe findet seitdem jährlich im September statt. Seit einer erneuten Verwaltungsreform 1999 gehört Jawor zur Woiwodschaft Niederschlesien. Der neue Powiat Jaworski umfasst auch Gemeinden und Ortschaften, die bis 1807 zum Herzogtum Liegnitz gehört hatten, und verlor Gemeinden aus dem alten Fürstentum Jauer. 2005 wurde das Herzogtum Schweidnitz-Jauer symbolisch wiederhergestellt, als eine Form der Zusammenarbeit zwischen den Kreisen Schweidnitz und Jawor und den Städten Bolkenhain, Jauer und Schweidnitz. Die übrigen Kreise des alten Herzogtums (Hirschberg, Goldberg und Bunzlau) blieben vorerst dem Zusammenschluss fern.

## Wirtschaft
In der Stadt gibt es Chemie-, Metall- und Lebensmittelindustrie. Zu den größeren Betrieben gehören:
- Kuźnia Jawor SA hat rund 350 Beschäftigte und ist auf die Herstellung von rohen und mechanisch bearbeiteten Schmiedestücken aus Stahl spezialisiert.[15]
- Die erste Motorenfabrik von Mercedes-Benz in Polen befindet sich in Jawor in der Sonderwirtschaftszone Wałbrzych. Das Werk ist Teil des neu gegründeten Unternehmens Mercedes-Benz Manufacturing Poland und produziert Vierzylinder-Benzin- und Dieselmotoren sowie Elektrobatterien für Mercedes-Benz-Personenwagen. In dem 2017 gegründeten Unternehmen arbeiten über 860 Beschäftigte.[16]
- WEHA Sp. z o.o. z o. o. (ehemals Metal-Jawor), ein Tochterunternehmen der deutschen WEHA Ludwig Werwein GmbH, stellt Geräte und Maschinen für die Stein-, Glas- und Lagerindustrie her. Hier arbeiten über 40 Menschen.[17]

### Einwohnerentwicklung
| Jahr | Einwohner | Anmerkungen |
| ---- | --------- | --- |
| 1796 | 4233      | [ 18 ] |
| 1818 | 4534      | Stadt mit zwei Mutterkirchen |
| 1825 | 5298      | in 800 Wohnhäusern; darunter 1121 Katholiken und zehn Juden |
| 1840 | 6182      | davon in der Stadt 3187 in 201 Wohnhäusern und 2995 in den Vorstädten in 246 Wohnhäusern; darunter 4773 Evangelische, 1351 Katholiken und 58 Juden |
| 1852 | > 7600    | [ 22 ] |
| 1867 | 9565      | am 3. Dezember |
| 1871 | 9963      | am 1. Dezember, in 625 Wohngebäuden; davon 7118 Evangelische, 2700 Katholiken, 26 sonstige Christen und 119 Juden |
| 1890 | 11.576    | davon 7932 Evangelische, 3494 Katholiken und 99 Juden |
| 1900 | 13.024    | mit der Garnison (ein Infanteriebataillon Nr. 154), darunter 3700 Katholiken und 74 Juden |
| 1905 | 13.307    | am 1. Dezember; davon 9371 Evangelische (9367 mit deutscher Muttersprache, vier mit einer anderen Muttersprache) und 3807 Katholiken (3308 mit deutscher Muttersprache, 493 mit polnischer Muttersprache, sechs Katholiken sprechen eine andere Sprache) |
| 1910 | 13.549    | am 1. Dezember, davon 9734 Evangelische, 3661 Katholiken und 72 Juden (1190 Militärpersonen) |
| 1925 | 12.191    | davon 9022 Evangelische, 3022 Katholiken, fünf sonstige Christen, 94 Juden |
| 1933 | 12.645    | davon 9486 Evangelische, 2902 Katholiken, ein sonstiger Christ, 72 Juden |
| 1939 | 13.728    | davon 10.132 Evangelische, 3121 Katholiken, 83 sonstige Christen, 17 Juden |

## Verkehr
Der Bahnhof Jawor liegt an der Bahnstrecke Katowice–Legnica. Die nach Osten führende Kleinbahn Jauer–Maltsch ist stillgelegt, die nach Süden führende Bahnstrecke Jawor–Roztoka wird nur noch ein Stück als Anschluss betrieben.
Der ÖPNV in Jawor ist seit dem 20. Dezember 2017 kostenlos.

## Städtepartnerschaften
Jawor unterhält mit folgenden Städten Städtepartnerschaften:
- Niesky, Sachsen
- Turnov, Tschechien
- Berdyczów, Ukraine
- Niepołomice, Polen
- Roseto degli Abruzzi, Italien

## Sehenswürdigkeiten (Auswahl)

### Kirchengebäude

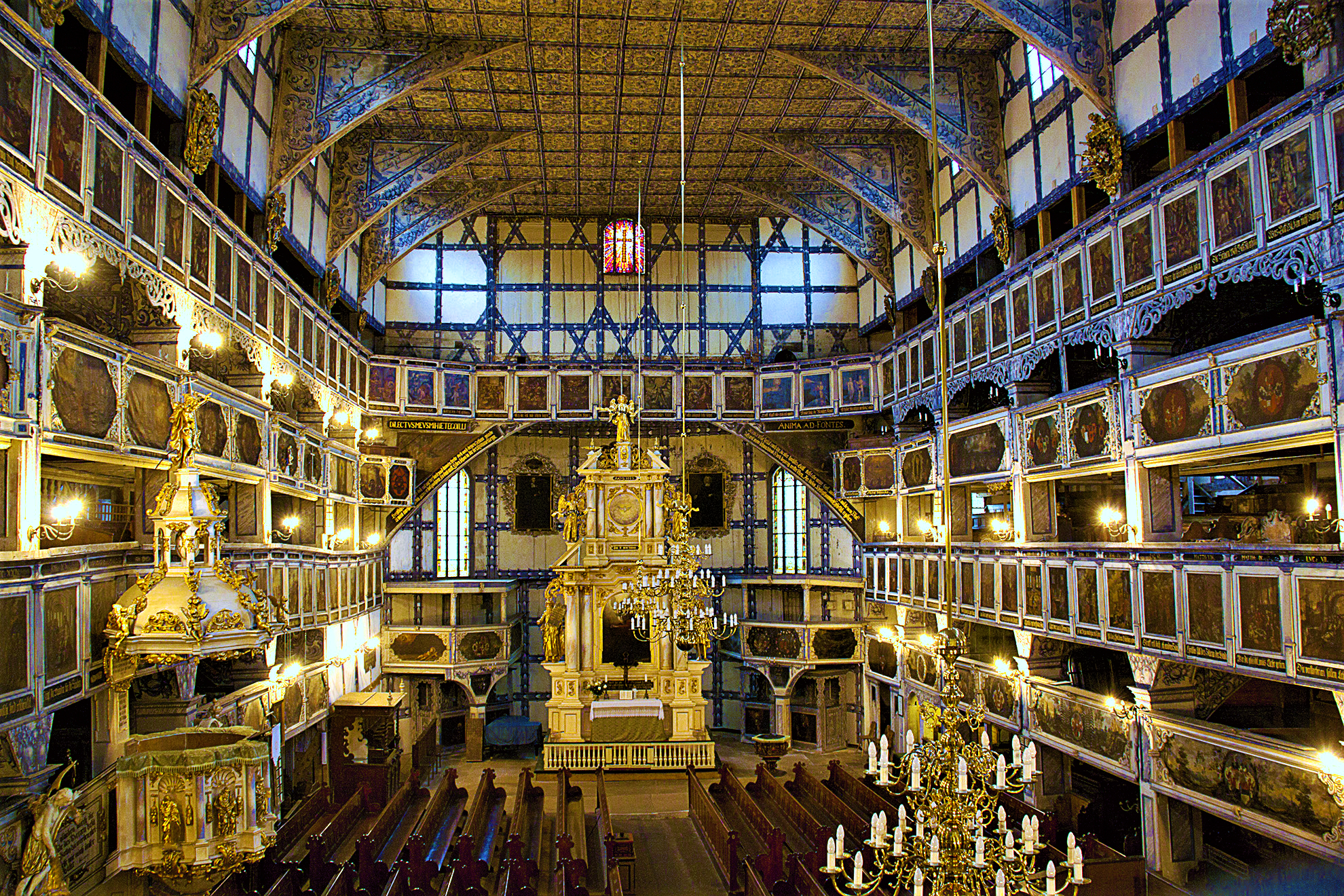
Innenraum der Friedenskirche zum Heiligen Geist

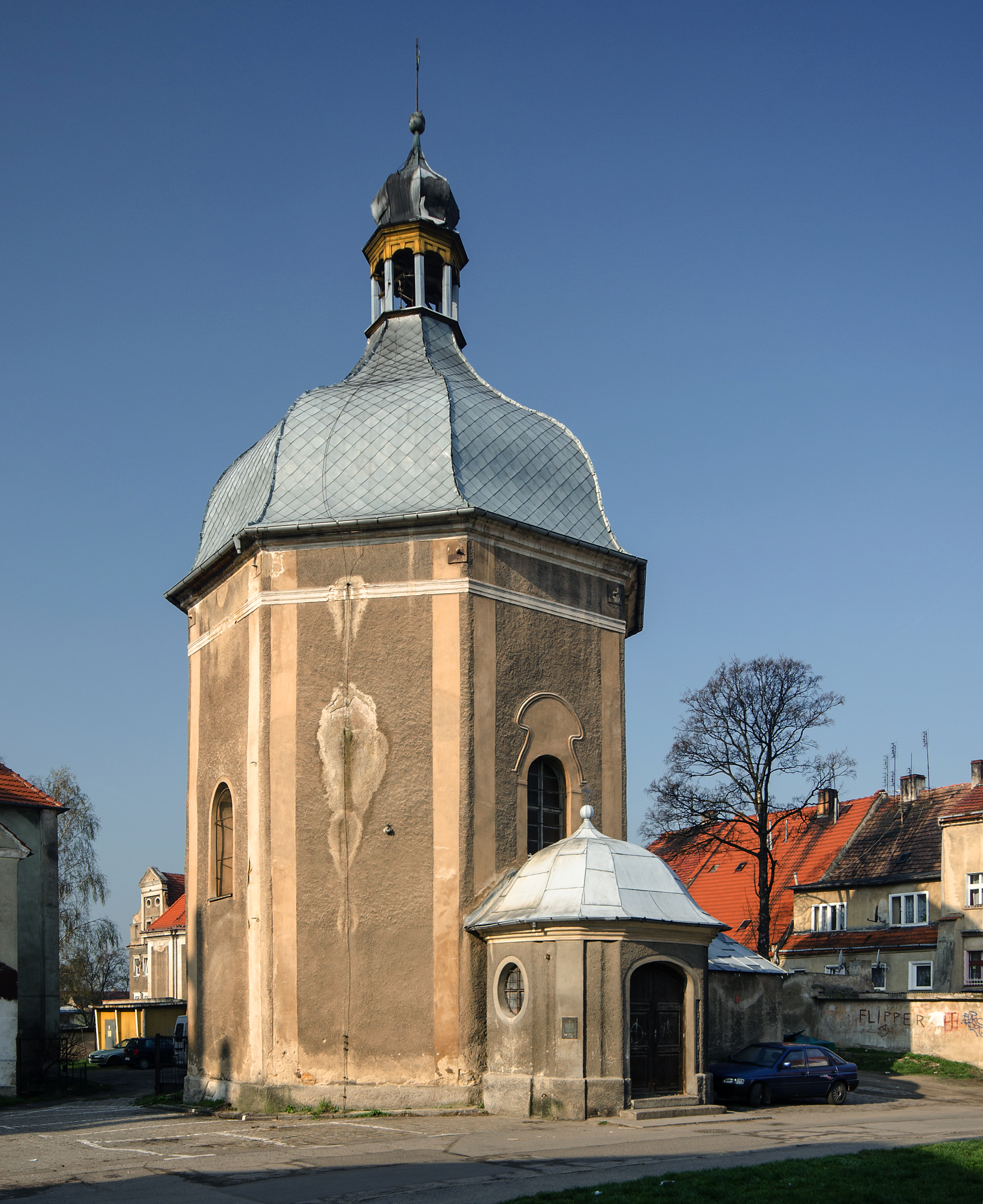
St.-Adalbert-Kapelle

- Die barocke Evangelische Friedenskirche zum Heiligen Geist wurde 1654–1655 nach Plänen des Architekten Albrecht von Säbisch errichtet.
- Die Pfarrkirche St. Martin (Kośćiół Św. Marcina) wurde 1242 erstmals erwähnt, 1330–1370 neu errichtet und in den nachfolgenden Jahrhunderten mehrmals umgebaut. 1526–1650 diente sie als protestantisches Gotteshaus. Sie besitzt wertvolle Steinarbeiten aus der Renaissance sowie eine reiche Innenausstattung mit Schnitzarbeiten und Gemälden aus der 1. Hälfte des 18. Jahrhunderts. Das Gemälde des Hauptaltars „Glorie des hl. Martin“ schuf Felix Anton Scheffler, die Gemälde der Seitenaltäre Michael Willmann.
- Der Gebäudekomplex des ehemaligen Bernhardinerklosters (Pobernardyński klasztor) sowie die Klosterkirche St. Maria wurden 1486–1492 als Stiftung des Landeshauptmanns Bischof Johann Filipec für die Franziskaner-Observanten errichtet. Es diente 1565–1613 als Armenhaus und danach als evangelische Schule. 1638 wurde es auf Veranlassung des Kaisers Ferdinand III. den Bernhardinern übergeben und 1810 säkularisiert. Bis 1945 diente es als Landwehrzeughaus. Heute beherbergt es ein Regionalmuseum und eine Galerie für schlesische Sakralkunst.
- Die nördlich des Rings gelegene St.-Barbara-Kapelle (Kaplica Św. Barbary) wurde vermutlich im 13. Jahrhundert errichtet und 1311 umgebaut. Ein weiterer Umbau erfolgte 1786. Seit 1846 diente sie als Begräbniskapelle.
- Die südlich des Rings gelegene St.-Adalbert-Kapelle (Kaplica Św. Wojciecha) wurde um 1364 als Synagoge errichtet. Nach der Vertreibung der Juden 1420 wurde sie zur Hospitalkapelle umgebaut und 1729 grundlegend verändert. Das daneben liegende Hospital von 1446 wurde im 18. Jahrhundert modernisiert und 1945 zerstört.

### Rathaus, Wohnhäuser, Schloss und sonstige Bauten

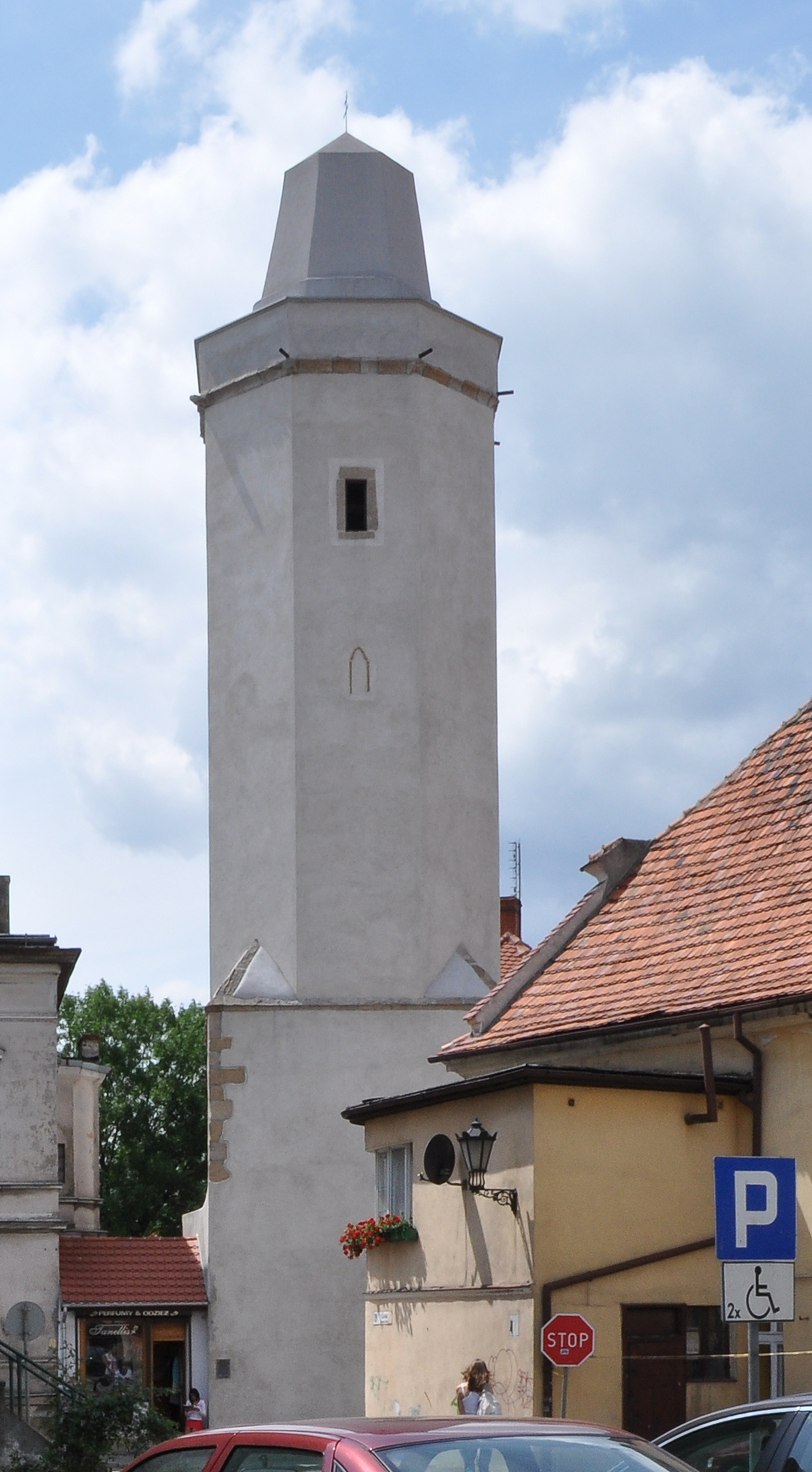
Striegenturm aus dem 14. Jahrhundert

- Das Rathaus (Ratusz) wurde um 1896 an der Stelle eines gotischen Vorgängerbaus aus dem 14. Jahrhundert im Stil des Historismus neu errichtet. Die Baupläne hatte der Charlottenburger Architekt Hermann Guth gefertigt. Der gotische Turm stammt aus dem Jahr 1537.[30]
- Von der Ringbebauung aus dem 16.–19. Jahrhundert mit Renaissance- und Barockfassaden sowie Lauben sind nur die südlichen und westlichen Bürgerhäuser erhalten geblieben. Die 1945 zerstörten Teile wurden in den 1960er Jahren durch moderne Bauten ersetzt.
- Der Striegenturm (Wieża Strzegomska) aus dem 14. Jahrhundert ist der einzige erhaltene Wehrturm des ehemaligen Striegauer Tors. Von der Stadtmauer (Mury miejskie) aus dem 14. Jahrhundert sind Fragmente erhalten.
- Das Schloss Jauer (Zamek) der Piastenherzöge südwestlich vom Ring wurde vermutlich in der 1. Hälfte des 13. Jahrhunderts als Sitz eines Landvogts errichtet und erstmals 1292 erwähnt. Es wurde von den Herzögen von Schweidnitz-Jauer ab 1274 ausgebaut, mit Wällen und Gräben geschützt und um 1300 mit einer Wehrmauer umgeben. Weitere Erweiterungen erfolgten durch Bolko II. sowie Anfang des 15. Jahrhunderts durch den böhmischen König Wenzel IV. Nach einem Brand erfolgte 1552–1568 ein Umbau zu einem Renaissanceschloss. Nach dem Brand von 1648 wurde es 1663–1665 durch Otto von Nostitz grundlegend umgebaut.
- Das Theater (Teatr) wurde 1799 durch einen Umbau der ehemaligen Tuchhallen errichtet und 1867 zu einem Bank- und Auktionshaus umgebaut. Ab 1875 diente das Obergeschoss wiederum als Theater und wurde 1925–1926 modernisiert. Der Zuschauerraum ist im Stil der Neorenaissance ausgeführt.
- An der Stelle des ehemaligen Palastes der Herzogin Agnes neben dem Liegnitzer Tor wurde 1778–1822 ein klassizistischer Bau errichtet. Im Keller befinden sich noch Mauern aus dem 14. Jahrhundert.

## Söhne und Töchter der Stadt
- Nikolaus Magni von Jauer (~ 1355–1435), Rektor der Karls-Universität Prag und der Universität Heidelberg
- Christoff Rudolff (um 1500–vor 1543), Mathematiker, Verfasser des ersten Algebrabuches in deutscher Sprache
- Erhard Lauterbach (1570–1649), evangelisch-lutherischer Theologe und Pfarrer
- Ernst Sigismund Grass (um 1645–nach 1695), Arzt und Mitglied der Gelehrtenakademie Leopoldina
- Georg Friedrich Schröer (1663–1739), lutherischer Theologe
- Christoph Hackner (1663–1741), Architekt
- Franz Dominikus von Almesloe (1704–1760), Weihbischof in Breslau
- Maximilian von Mauschwitz (1716/1717–1781/1782), preußischer Generalmajor
- Karl Friedrich Flögel (1729–1788), Kultur- und Literaturhistoriker
- Heinrich Gottfried von Mattuschka (1734–1779), Botaniker
- Johann Christian Günther (1769–1833), Apotheker und Botaniker
- Henriette Hanke (1785–1862), Schriftstellerin
- Gotthard Oswald Marbach (1810–1890), Philosophiedozent und Dichter
- Christian August Hermann Marbach (1817–1873), Physiker, Mineraloge und Kristallograph
- Wilhelm Ebstein (1836–1912), deutscher Internist und Hochschullehrer
- Hermann Wittig (1845–1882), Medailleur
- Friedrich Müller (1845–1901), Reichstagsabgeordneter
- Carl Peschke (1853–1907), deutscher Sozialdemokrat und Unternehmer
- Hans-Heydan von Frankenberg und Ludwigsdorf (1869–1946), preußischer Generalmajor
- Max Gondolatsch (1869–1935), deutscher Musiklehrer und Schriftsteller
- Walther von Knebel (1880–1907), deutscher Geologe
- Arthur Lieutenant (1884–1968), deutscher Politiker
- Gerhard Bersu (1889–1964), Historiker und Archäologe
- Ludwig Manfred Lommel (1891–1962), schlesischer Humorist
- Georg Keil (1905–1990), deutscher Volkswirt und Raumplaner
- Heinz Schön (1926–2013), deutscher Sachbuchautor und Archivar
- Peter Fey (1928–2015), deutscher Professor für Informationstechnik
- Marek Moderau (* 1953), polnischer Bildhauer
- Elżbieta Witek (* 1957), Politikerin
- Darius J. Piwowarczyk (* 1958), polnischer Ethnologe
- Krystian Adam (* 1979), polnischer Opernsänger (Tenor)